# Nova Bochumska sinagoga
Nova Bochumska sinagoga je bogomolja židovske zajednice Bochum-Herne-Hattingen. Nalazi se na trgu Ericha Mendelsona u Bochumu u pokrajini Sjeverna Rajna-Vestfalija.

## Povijest
Nekadašnja stara sinagoga nalazila se u Wilhelmstrasse na kućnom broju 18. Uništena je u Kristalnoj noći, a do temelja je razorena u bombardiranjima u Drugom svjetskom ratu.
Zgrada Nove Bochumske sinagoge dio je religijskog kompleksa građenog između 2005. i 2007. godine,  pod vodstvom arhitektonske tvrtke Peter Schmitz. Ukupna cijena izgradnje kompleksa stajala je sedam milijuna eura. Tvrtka Peter Schmitz je za projektiranje zgrada odabrala grupu Oberhausen, koja je 2005.  osvojila Državnu nagardu za arhitekturu. Planiranje kompleksa započelo je još 2003. Grad je za izgradnju sinagoge darovao zemljište veliko 4.300 četvornih metara. 2005. usvojeni su urbanistički plan i nacrti za izgradnju kompleksa. Dana 14. studenoga 2005. godine u nazočnosti predsjednika Središnjeg vijeća židova u Njemačkoj, Paula Spiegela, gradonačelnik Bochuma Ottilie Scholz osobno je položio kamen temeljac za izgradnju nove sinagoge za židovsku zajednicu u Bochumu. Sinagoga je svečano otvorena inauguracijom 16. prosinca 2007. godine, na kojoj su osim gradonačelnika Bochuma Ottiliea Scholza, bili nazočni i predsjednik pokrajine Sjeverne Rajne-Vestfalije Jürgen Rüttgers, Julien Chaim Soussan, Charlotte Knobloch (bivši predsjednik židovskog vijeća) i rabini Avichai Apel i Vladislav Kaplan te Henry G. Brandt.

## Arhitektura
Osim sinagoge kompleks čine i soba za sastanke, kavana i niske gospodarske zgrade, koje su građene od betonskih zidova u kombinaciji s granitom i kamenom. Sinagoga ima oblik kocke i nalazi se na brdašcu u blizini Zeiss Planetarija Bochum. Vanjske površine bloka, koje su gotovo u potpunosti zatvorene, tvore ravnu kamenu podlogu u obliku Davidove zvijezde. Sinagoga je građena od nazubljenoga prirodnoga kamena koji uvučen u zidove čini ujedno i čvrstu i stabilnu, ali i geometrijski vrlo pravilnu strukturu. Takav oblik gradnje danas se naziva Cigleni ekspresionizam, a ova sinagoga je jedan od rjeđih primjera takve gradnje u Ruhru. Unutrašnjost sinagoge čine veliki zglobni prozori koji obasjavaju zidove urešene zlatnim baldahinom. Osvijetljenje sinagoge je osmišljeno tako da stvori dojam kao da u sinagogi prebiva sam Božji duh. Istočni dio zgrade okrenut je u smjeru Jeruzalema. U sinagogi se čuvaju stare tore sačuvane iz vremena 19.st.